# Copa Africana de Naciones 2006
La Copa Africana de Naciones 2006 fue la XXV edición del torneo de selecciones de fútbol más importante de África. Se realizó en Egipto del 20 de enero al 10 de febrero de 2006.
En este torneo participaron 16 equipos que clasificaron como parte del proceso de clasificación para la Copa Mundial de Fútbol de 2006. Mientras que para el mundial avanzaron los ganadores de cada uno de los cinco grupos del torneo, para la Copa Africana de Naciones lo hicieron los tres primeros lugares de cada grupo. El local Egipto, que obtuvo el tercer puesto en su grupo clasificatorio, cedió su cupo al que obtuvo el cuarto lugar, Libia.
En la final, el conjunto de Egipto empató a cero con el seleccionado de Costa de Marfil, pero en la tanda de penales logró la victoria por 4:2, coronándose campeón.

## Países participantes
En cursiva, los debutantes en la Copa Africana de Naciones. El proceso clasificatorio formó parte de la clasificación de CAF para la Copa Mundial de Fútbol de 2006.
| Equipos participantes | Equipos participantes | Equipos participantes | Equipos participantes |
| --------------------- | --------------------- | --------------------- | --------------------- |
| Angola                | Egipto                | Marruecos             | Togo                  |
| Camerún               | Ghana                 | Nigeria               | Túnez                 |
| RD Congo              | Guinea                | Senegal               | Zambia                |
| Costa de Marfil       | Libia                 | Sudáfrica             | Zimbabue              |

## Sedes
| El Cairo Alexandria Port Said Ismailia | El Cairo Alexandria Port Said Ismailia | El Cairo                    | El Cairo                       |
| -------------------------------------- | -------------------------------------- | --------------------------- | ------------------------------ |
| El Cairo Alexandria Port Said Ismailia | El Cairo Alexandria Port Said Ismailia | Cairo International Stadium | Cairo Military Academy Stadium |
| El Cairo Alexandria Port Said Ismailia | El Cairo Alexandria Port Said Ismailia | Capacidad: 74,100           | Capacidad: 25,500              |
| El Cairo Alexandria Port Said Ismailia | El Cairo Alexandria Port Said Ismailia |                             |                                |
| Alexandria                             | Port Said                              | Alexandria                  | Ismailia                       |
| Haras El Hodoud Stadium                | Port Said Stadium                      | Alexandria Stadium          | Ismailia Stadium               |
| Capacidad: 21,650                      | Capacidad: 24,060                      | Capacidad: 19,676           | Capacidad: 16,606              |
|                                        |                                        |                             |                                |

## Resultados
- Los horarios corresponden a la hora de El Cairo (UTC+2).

## Primera fase

### Grupo A
| Pos. | Equipo          | Pts. | PJ | G | E | P | GF | GC | Dif. | Clasificación    |
| ---- | --------------- | ---- | -- | - | - | - | -- | -- | ---- | ---------------- |
| 1    | Egipto (H)      | 7    | 3  | 2 | 1 | 0 | 6  | 1  | +5   | Cuartos de final |
| 2    | Costa de Marfil | 6    | 3  | 2 | 0 | 1 | 4  | 4  | 0    | Cuartos de final |
| 3    | Marruecos       | 2    | 3  | 0 | 2 | 1 | 0  | 1  | −1   |                  |
| 4    | Libia           | 1    | 3  | 0 | 1 | 2 | 1  | 5  | −4   |                  |

 Fuente: [cita requerida]
| 20 de enero de 2006, 19:00 | Egipto                                                           | 3:0 (2:0) | Libia | Estadio Internacional, El Cairo |                          |
|                            | Ahmed Hossam Mido 18' · Mohamed Aboutrika 22' · Ahmed Hassan 78' |           |       | Árbitro(s): Pare Lassina        | Árbitro(s): Pare Lassina |

| 21 de enero de 2006, 14:00 | Marruecos | 0:1 (0:1) | Costa de Marfil   | Estadio Internacional, El Cairo |                          |
|                            |           |           | Didier Drogba 39' | Árbitro(s): Jerome Damon        | Árbitro(s): Jerome Damon |

| 24 de enero de 2006, 17:15 | Libia                | 1:2 (1:1) | Costa de Marfil                    | Estadio Internacional, El Cairo |                            |
|                            | Abdusalam Khames 41' |           | Didier Drogba 10' · Yaya Touré 74' | Árbitro(s): Maidin Shamsul      | Árbitro(s): Maidin Shamsul |

| 24 de enero de 2006, 20:00 | Egipto | 0:0 | Marruecos | Estadio Internacional, El Cairo |  |
|                            |        |     |           | Árbitro(s): Coffi Codjia        |  |

| 28 de enero de 2006, 19:00 | Libia | 0:0 | Marruecos | Academia Militar, El Cairo |  |
|                            |       |     |           | Árbitro(s): Mourad Daami   |  |

| 28 de enero de 2006, 19:00 | Egipto                                      | 3:1 (1:1) | Costa de Marfil | Estadio Internacional, El Cairo |                          |
|                            | Emad Motaeb 8', 69' · Mohamed Aboutrika 60' |           | Arouna Koné 43' | Árbitro(s): Eddy Maillet        | Árbitro(s): Eddy Maillet |

### Grupo B
| Pos. | Equipo                          | Pts. | PJ | G | E | P | GF | GC | Dif. | Clasificación    |
| ---- | ------------------------------- | ---- | -- | - | - | - | -- | -- | ---- | ---------------- |
| 1    | Camerún                         | 9    | 3  | 3 | 0 | 0 | 7  | 1  | +6   | Cuartos de final |
| 2    | República Democrática del Congo | 4    | 3  | 1 | 1 | 1 | 2  | 2  | 0    | Cuartos de final |
| 3    | Angola                          | 4    | 3  | 1 | 1 | 1 | 4  | 5  | −1   |                  |
| 4    | Togo                            | 0    | 3  | 0 | 0 | 3 | 2  | 7  | −5   |                  |

 Fuente: [cita requerida]
| 21 de enero de 2006, 17:15 | Camerún                    | 3:1 (2:1) | Angola                  | Academia Militar, El Cairo   |                              |
|                            | Samuel Eto'o 20', 39', 78' |           | Amado Flávio 31' (pen.) | Árbitro(s): Mohamed Guezzazz | Árbitro(s): Mohamed Guezzazz |

| 21 de enero de 2006, 20:00 | Togo | 0:2 (0:1) | República Democrática del Congo      | Academia Militar, El Cairo |                          |
|                            |      |           | Trésor Mputu 45' · Lomana LuaLua 64' | Árbitro(s): Mourad Daami   | Árbitro(s): Mourad Daami |

| 25 de enero de 2006, 17:15 | Angola | 0:0 | República Democrática del Congo | Academia Militar, El Cairo |  |
|                            |        |     |                                 | Árbitro(s): Badara Diatta  |  |

| 25 de enero de 2006, 20:00 | Camerún                                 | 2:0 (0:0) | Togo | Academia Militar, El Cairo |                        |
|                            | Samuel Eto'o 68' · Albert Meyong Ze 85' |           |      | Árbitro(s): Sowe Modou     | Árbitro(s): Sowe Modou |

| 29 de enero de 2006, 19:00 | Angola                             | 3:2 (2:1) | Togo                                 | Estadio Internacional, El Cairo    |                                    |
|                            | Amado Flávio 9', 38' · Maurito 86' |           | Mohamed Kader 24' · Chérif Touré 67' | Árbitro(s): Abdel Rahim El Arjoune | Árbitro(s): Abdel Rahim El Arjoune |

| 29 de enero de 2006, 19:00 | Camerún                              | 2:0 (2:0) | República Democrática del Congo | Academia Militar, El Cairo  |                             |
|                            | Geremi Njitap 31' · Samuel Eto'o 33' |           |                                 | Árbitro(s): Koman Coulibaly | Árbitro(s): Koman Coulibaly |

### Grupo C
| Pos. | Equipo    | Pts. | PJ | G | E | P | GF | GC | Dif. | Clasificación    |
| ---- | --------- | ---- | -- | - | - | - | -- | -- | ---- | ---------------- |
| 1    | Guinea    | 9    | 3  | 3 | 0 | 0 | 7  | 1  | +6   | Cuartos de final |
| 2    | Túnez     | 6    | 3  | 2 | 0 | 1 | 6  | 4  | +2   | Cuartos de final |
| 3    | Zambia    | 3    | 3  | 1 | 0 | 2 | 3  | 6  | −3   |                  |
| 4    | Sudáfrica | 0    | 3  | 0 | 0 | 3 | 0  | 5  | −5   |                  |

 Fuente: [cita requerida]
| 22 de enero de 2006, 17:15 | Túnez                                                             | 4:1 (1:1) | Zambia                   | Estadio Harras El-Hedoud, Alejandría |                          |
|                            | Francileudo Silva dos Santos 35', 82', 90+3' · Riadh Bouazizi 53' |           | James Chamanga 9' (pen.) | Árbitro(s): Eddy Maillet             | Árbitro(s): Eddy Maillet |

| 22 de enero de 2006, 20:00 | Sudáfrica | 0:2 (0:0) | Guinea                                       | Estadio Harras El-Hedoud, Alejandría |                             |
|                            |           |           | Sambégou Bangoura 78' · Ousmane Bangoura 88' | Árbitro(s): Mohamed Benouza          | Árbitro(s): Mohamed Benouza |

| 25 de enero de 2006, 17:15 | Zambia          | 1:2 (1:0) | Guinea                           | Estadio Harras El-Hedoud, Alejandría |                                    |
|                            | Elijah Tana 34' |           | Pascal Feindouno 74' (pen.), 90' | Árbitro(s): Edekin Emmanuel Imiere   | Árbitro(s): Edekin Emmanuel Imiere |

| 26 de enero de 2006, 20:00 | Túnez                                                  | 2:0 (1:0) | Sudáfrica | Estadio Harras El-Hedoud, Alejandría |                                  |
|                            | Francileudo Silva dos Santos 32' · Selim Benachour 58' |           |           | Árbitro(s): Raphael Divine Evehe     | Árbitro(s): Raphael Divine Evehe |

| 30 de enero de 2006, 19:00 | Túnez | 0:3 (0:1) | Guinea                                                         | Estadio Harras El-Hedoud, Alejandría |                            |
|                            |       |           | Ousmane Bangoura 16' · Pascal Feindouno 70' · Kaba Diawara 91' | Árbitro(s): Maidin Shamsul           | Árbitro(s): Maidin Shamsul |

| 30 de enero de 2006, 19:00 | Zambia                  | 1:0 (0:0) | Sudáfrica | Estadio de Alejandría, Alejandría |                                |
|                            | Christopher Katongo 75' |           |           | Árbitro(s): Essam Abd El Fatah    | Árbitro(s): Essam Abd El Fatah |

### Grupo D
| Pos. | Equipo   | Pts. | PJ | G | E | P | GF | GC | Dif. | Clasificación    |
| ---- | -------- | ---- | -- | - | - | - | -- | -- | ---- | ---------------- |
| 1    | Nigeria  | 9    | 3  | 3 | 0 | 0 | 5  | 1  | +4   | Cuartos de final |
| 2    | Senegal  | 3    | 3  | 1 | 0 | 2 | 3  | 3  | 0    | Cuartos de final |
| 3    | Ghana    | 3    | 3  | 1 | 0 | 2 | 2  | 3  | −1   |                  |
| 4    | Zimbabue | 3    | 3  | 1 | 0 | 2 | 2  | 5  | −3   |                  |

 Fuente: [cita requerida]
| 23 de enero de 2006, 17:15 | Nigeria   | 1:0 (0:0) | Ghana | Estadio de Port Said, Puerto Saíd |                                |
|                            | Taiwo 85' |           |       | Árbitro(s): Essam Abd El Fatah    | Árbitro(s): Essam Abd El Fatah |

| 23 de enero de 2006, 20:00 | Zimbabue | 0:2 (0:0) | Senegal                | Estadio de Port Said, Puerto Saíd |                                 |
|                            |          |           | H. Camara 59' · Ba 80' | Árbitro(s): Rahman Abdel Khalid   | Árbitro(s): Rahman Abdel Khalid |

| 27 de enero de 2006, 17:15 | Ghana     | 1:0 (1:0) | Senegal | Estadio de Port Said, Puerto Saíd  |                                    |
|                            | Amoah 13' |           |         | Árbitro(s): Abdel Rahim El Arjoune | Árbitro(s): Abdel Rahim El Arjoune |

| 27 de enero de 2006, 20:00 | Nigeria               | 2:0 (0:0) | Zimbabue | Estadio de Port Said, Puerto Saíd |                             |
|                            | Obodo 57' · Mikel 60' |           |          | Árbitro(s): Koman Coulibaly       | Árbitro(s): Koman Coulibaly |

| 31 de enero de 2006, 19:00 | Nigeria          | 2:1 (0:0) | Senegal       | Estadio de Port Said, Puerto Saíd |                          |
|                            | Martins 79', 88' |           | S. Camara 58' | Árbitro(s): Jerome Damon          | Árbitro(s): Jerome Damon |

| 31 de enero de 2006, 19:00 | Ghana     | 1:2 (0:0) | Zimbabue                         | Estadio de Ismailia, Ismailía   |                                 |
|                            | Adamu 90' |           | Ahmed 60' (a.g.) · Mwaruwari 68' | Árbitro(s): Louzaya René Daniel | Árbitro(s): Louzaya René Daniel |

### Segunda fase
|  | Cuartos de final           | Cuartos de final |                 |                 | Semifinales | Semifinales |         |                   | Final        | Final |  |
|  |                            |                  |                 |                 |             |             |         |                   |              |       |  |
|  |                            |                  |                 |                 |             |             |         |                   |              |       |  |
|  | Egipto                     | 4                |                 |                 |             |             |         |                   |              |       |  |
|  | Egipto                     | 4                |                 |                 |             |             |         |                   |              |       |  |
|  | RD Congo                   | 1                |                 |                 |             |             |         |                   |              |       |  |
|  | RD Congo                   | 1                |                 | Egipto          | 2           |             |         |                   |              |       |  |
|  |                            |                  |                 | Egipto          | 2           |             |         |                   |              |       |  |
|  |                            |                  | Senegal         | 1               |             |             |         |                   |              |       |  |
|  | Guinea                     | 2                | Senegal         | 1               |             |             |         |                   |              |       |  |
|  | Guinea                     | 2                |                 |                 |             |             |         |                   |              |       |  |
|  | Senegal                    | 3                |                 |                 |             |             |         |                   |              |       |  |
|  | Senegal                    | 3                |                 |                 |             |             |         | Egipto (t.s.) (p) | 0 (4)        |       |  |
|  |                            |                  |                 |                 |             |             |         | Egipto (t.s.) (p) | 0 (4)        |       |  |
|  |                            |                  | Costa de Marfil | 0 (2)           |             |             |         |                   |              |       |  |
|  | Camerún                    | 1 (11)           | Costa de Marfil | 0 (2)           |             |             |         |                   |              |       |  |
|  | Camerún                    | 1 (11)           |                 |                 |             |             |         |                   |              |       |  |
|  | Costa de Marfil (t.s.) (p) | 1 (12)           |                 |                 |             |             |         |                   |              |       |  |
|  | Costa de Marfil (t.s.) (p) | 1 (12)           |                 | Costa de Marfil | 1           |             |         | Tercer lugar      | Tercer lugar |       |  |
|  |                            |                  |                 | Costa de Marfil | 1           |             |         | Tercer lugar      | Tercer lugar |       |  |
|  |                            |                  | Nigeria         | 0               |             |             |         |                   |              |       |  |
|  | Nigeria (t.s.) (p)         | 1 (6)            | Nigeria         | 0               |             |             | Senegal | 0                 |              |       |  |
|  | Nigeria (t.s.) (p)         | 1 (6)            |                 |                 |             |             | Senegal | 0                 |              |       |  |
|  | Túnez                      | 1 (5)            |                 |                 |             |             |         |                   | Nigeria      | 1     |  |
|  | Túnez                      | 1 (5)            |                 |                 |             |             |         |                   | Nigeria      | 1     |  |
|  |                            |                  |                 |                 |             |             |         |                   |              |       |  |

#### Cuartos de final
| 3 de febrero de 2006, 14:00 | Guinea                        | 2:3 (1:0) | Senegal                                | Estadio Harras El-Hedoud, Alejandría |                          |
|                             | Diawara 22' · Feindouno 90+5' |           | Diop 61' · Niang 83' · H. Camara 90+3' | Árbitro(s): Coffi Codjia             | Árbitro(s): Coffi Codjia |

| 3 de febrero de 2006, 19:00 | Egipto                                                 | 4:1 (2:1) | RD Congo            | Estadio Internacional, El Cairo |                        |
|                             | A. Hassan 33' (pen.), 89' · H. Hassan 41' · Moteab 58' |           | El-Saqqa 45' (a.g.) | Árbitro(s): Sowe Modou          | Árbitro(s): Sowe Modou |

| 4 de febrero de 2006, 15:00 | Nigeria                                                              | 1:1 (1:1, 1:0) (t. s.)(6:5 p.) | Túnez                                                                                 | Estadio de Puerto Saíd, Puerto Saíd |                          |
|                             | Obinna 6'                                                            |                                | Haggui 49'                                                                            | Árbitro(s): Eddy Maillet            | Árbitro(s): Eddy Maillet |
|                             |                                                                      | Tiros desde el punto penal     |                                                                                       |                                     |                          |
|                             | Yobo · Taiwo · Ayila · Obinna · Martins · Obi Mikel · Enyeama · Kanu |                                | Namouchi · Guemamdia · Chedli · Benachour · Clayton · Boumnijel · Massaoud · Bouazizi |                                     |                          |

| 4 de febrero de 2006, 19:00 | Camerún                                                                                             | 1:1 (0:0, 0:0) (t. s.)(11:12 p.) | Costa de Marfil                                                                                           | Academia Militar, El Cairo  |                             |
|                             | Meyong 96'                                                                                          |                                  | Koné 92'                                                                                                  | Árbitro(s): Mohamed Guezzaz | Árbitro(s): Mohamed Guezzaz |
|                             | | Tiros desde el punto penal       | |                             |                             |
|                             | Eto'o · Geremi · Atouba · Kome · Meyong · Makoun · Song · Saidou · Douala · Bikey · Hamidou · Eto'o |                                  | Drogba · Kolo Touré · B. Koné · Fae · A. Koné · Kouassi · Romaric · Boka · Zokora · Zoro · Tizié · Drogba |                             |                             |

#### Semifinales
| 7 de febrero de 2006, 15:00 | Costa de Marfil | 1:0 (0:0) | Nigeria | Estadio Harras El-Hedoud, Alejandría |                          |
|                             | Drogba 47'      |           |         | Árbitro(s): Jerome Damon             | Árbitro(s): Jerome Damon |

| 7 de febrero de 2006, 19:00 | Egipto                          | 2:1 (1:0) | Senegal   | Estadio Internacional, El Cairo |                          |
|                             | A. Hassan 37' (pen.) · Zaki 81' |           | Niang 51' | Árbitro(s): Divine Evehe        | Árbitro(s): Divine Evehe |

#### Tercer lugar
| 10 de febrero de 2006, 18:00 | Senegal | 0:1 (0:0) | Nigeria   | Academia Militar, El Cairo  |                             |
|                              |         |           | Lawal 79' | Árbitro(s): Koman Coulibaly | Árbitro(s): Koman Coulibaly |

#### Final
| 10 de febrero de 2006, 18:00 | Costa de Marfil               | 0:0 (t. s.)(2:4 p.)        | Egipto                                       | Estadio Internacional, El Cairo |  |
|                              |                               |                            |                                              | Árbitro(s): Mourad Daami        |  |
|                              |                               | Tiros desde el punto penal |                                              |                                 |  |
|                              | Drogba · Touré · Koné · Eboué |                            | Hassan · Abdelwahab · Ali · Zaki · Aboutrika |                                 |  |

|                           |
| Bandera de Egipto         |
| Campeón Egipto 5.º título |

## Posiciones finales
| Equipo | Equipo          | Pts | PJ | PG | PE | PP | GF | GC | Dif | Rend  |
| ------ | --------------- | --- | -- | -- | -- | -- | -- | -- | --- | ----- |
| 1      | Egipto          | 14  | 6  | 4  | 2  | 0  | 12 | 3  | +9  | 77,8% |
| 2      | Costa de Marfil | 11  | 6  | 3  | 2  | 1  | 6  | 5  | +1  | 61,1% |
| 3      | Nigeria         | 13  | 6  | 4  | 1  | 1  | 7  | 3  | +4  | 72,2% |
| 4      | Senegal         | 6   | 6  | 2  | 0  | 4  | 7  | 8  | -1  | 33,3% |
| 5      | Camerún         | 10  | 4  | 3  | 1  | 0  | 8  | 2  | +6  | 83,3% |
| 6      | Guinea          | 9   | 4  | 3  | 0  | 1  | 9  | 4  | +5  | 75,0% |
| 7      | Túnez           | 7   | 4  | 2  | 1  | 1  | 7  | 5  | +2  | 58,3% |
| 8      | R. D. del Congo | 4   | 4  | 1  | 1  | 2  | 3  | 6  | -3  | 33,3% |
| 9      | Angola          | 4   | 3  | 1  | 1  | 1  | 4  | 5  | -1  | 44,4% |
| 10     | Ghana           | 3   | 3  | 1  | 0  | 2  | 2  | 3  | -1  | 33,3% |
| 11     | Zambia          | 3   | 3  | 1  | 0  | 2  | 3  | 6  | -3  | 33,3% |
| 12     | Zimbabue        | 3   | 3  | 1  | 0  | 2  | 2  | 5  | -3  | 33,3% |
| 13     | Marruecos       | 2   | 3  | 0  | 2  | 1  | 0  | 1  | -1  | 22,2% |
| 14     | Libia           | 1   | 3  | 0  | 1  | 2  | 1  | 5  | -4  | 11,1% |
| 15     | Togo            | 0   | 3  | 0  | 0  | 3  | 2  | 7  | -5  | 0,0%  |
| 16     | Sudáfrica       | 0   | 3  | 0  | 0  | 3  | 0  | 5  | -5  | 0,0%  |

## Goleadores
5 goles
- Samuel Eto'o

4 goles
- Ahmed Hassan
- Pascal Feindouno
- Francileudo Santos

3 goles
- Emad Moteab
- Flávio
- Didier Drogba

2 goles
- Mohamed Aboutrika
- Albert Meyong
- Ousmane Bangoura
- Kaba Diawara
- Obafemi Martins
- Henri Camara
- Mamadou Niang

1 gol
- Norberto Maurito
- Geremi
- Lomana LuaLua
- Tresor Mputu
- Hossam Hassan
- Mido
- Amr Zaki
- Baba Adamu
- Matthew Amoah
- Sambégou Bangoura
- Arouna Koné
- Bakari Koné
- Yaya Touré
- Abdusalam Khames
- Garba Lawal
- Mikel John Obi
- Victor Obinna
- Christian Obodo
- Taye Taiwo
- Issa Ba
- Souleymane Camara
- Papa Bouba Diop
- Mohamed Kader
- Chérif Touré Mamam
- Selim Benachour
- Riadh Bouazizi
- Karim Haggui
- James Chamanga
- Christopher Katongo
- Elijah Tana
- Benjani Mwaruwari

Autogoles
- Abdel-Zaher El-Saqqa (ante República Democrática del Congo)
- Issah Ahmed (ante Zimbabue)

## Equipo Ideal
- Guardameta:  Essam El Hadary
- Defensas:  Rigobert Song,  Wael Gomaa,  Emmanuel Eboué,  Taye Taiwo
- Centrocampistas:  Stephen Appiah,  Mohamed Aboutrika,  Ahmed Hassan,  Pascal Feindouno
- Delanteros:  Didier Drogba,  Samuel Eto'o